# Coupe de France féminine de basket-ball 2012-2013
Navigation
2011-2012 2013-2014
La Coupe de France féminine de basket-ball 2012-2013 est la 36e édition de la Coupe de France, également dénommée Trophée Joë Jaunay. Elle oppose des équipes professionnelles et amatrices françaises sous forme d'un tournoi à élimination directe. La compétition se déroule du 25 janvier au 5 mai 2013, date de la finale à Paris-Bercy.
Arras est le tenant du titre mais est éliminé en quart de finale par Nantes Rezé. Ce dernier s'incline en finale contre Lattes Montpellier qui remporte la deuxième coupe de France de son histoire.

## Calendrier
| Tour | Nom              | Dates                    | Participants | Vainqueurs |
| 1    | 16e de finale    | du 25 au 27 janvier 2013 | 30           | 15         |
| 2    | 8e de finale     | 15 et 16 février 2013    | 16           | 8          |
| 3    | Quarts de finale | 12 mars 2013             | 8            | 4          |
| 4    | Demi-finales     | 27 mars 2013             | 4            | 2          |
| 5    | Finale           | 5 mai 2013               | 2            | 1          |

## Résultats

### Seizièmes de finale
| Date                                                       | Club (division)                         | Résultat | Club (division)                       |
| ---------------------------------------------------------- | --------------------------------------- | -------- | ------------------------------------- |
| 25 janvier 2013                                            | CA Saint-Étienne (NF1)                  | 46 - 105 | Lyon Basket Féminin (LFB)             |
| 25 janvier 2013                                            | Saint-Jacques Sport Reims (LF2)         | 48 - 76  | ESB Villeneuve-d'Ascq (LFB)           |
| 25 janvier 2013                                            | Strasbourg Illkirch-Graffenstaden (LF2) | 60 - 73  | Flammes Carolo (LFB)                  |
| 25 janvier 2013                                            | AS Villeurbanne (NF1)                   | 45 - 111 | Pays d'Aix Basket 13 (LFB)            |
| 26 janvier 2013                                            | COB Calais (LF2)                        | 20 - 0   | Léon Trégor Basket 29 (LF2) - forfait |
| 26 janvier 2013                                            | Charnay Basket Bourgogne Sud (NF1)      | 41 - 67  | Tango Bourges (LFB)                   |
| 26 janvier 2013                                            | Roche Vendée (LF2)                      | 49 - 69  | Toulouse Métropole Basket (LFB)       |
| 26 janvier 2013                                            | Limoges ABC (LF2)                       | 50 - 106 | Nantes Rezé Basket (LFB)              |
| 26 janvier 2013                                            | Angers UFB 49 (LF2)                     | 53 - 77  | Tarbes Gespe Bigorre (LFB)            |
| 26 janvier 2013                                            | US Laveyron Drôme (LF2)                 | 55 - 101 | Lattes Montpellier (LFB)              |
| 26 janvier 2013                                            | Cavigal Nice 06 (LF2)                   | 58 - 64  | BC Perpignan Méditerranée (LFB)       |
| 26 janvier 2013                                            | Fémina Wasquehal Basket (NF1)           | 60 - 116 | USO Mondeville (LFB)                  |
| 26 janvier 2013                                            | Dunkerque-Malo BC (LF2)                 | 78 - 106 | Arras Pays d'Artois (LFB)             |
| 27 janvier 2013                                            | Élan béarnais Pau-Lacq-Orthez (LF2)     | 55 - 72  | Basket Landes (LFB)                   |
| 27 janvier 2013                                            | Centre fédéral de basket-ball (LF2)     | 53 - 79  | Saint-Amand Hainaut (LFB)             |
| Exempt et directement qualifié : AS Aulnoye-Aymeries (LF2) |                                         |          |                                       |

### Tableau final
|  | Huitièmes de finale     | Huitièmes de finale        | Huitièmes de finale     | Huitièmes de finale     |     |                    | Quarts de finale     | Quarts de finale     | Quarts de finale     | Quarts de finale     |  |  | Demi-finales         | Demi-finales         | Demi-finales         | Demi-finales         |  |  | Finale             | Finale             | Finale             | Finale             |
|  |                         |                            |                         |                         |     |                    |                      |                      |                      |                      |  |  |                      |                      |                      |                      |  |  |                    |                    |                    |                    |
|  | 16 février 2013 à 20h00 | 16 février 2013 à 20h00    | 16 février 2013 à 20h00 | 16 février 2013 à 20h00 |     |                    | 12 mars 2013 à 20h00 | 12 mars 2013 à 20h00 | 12 mars 2013 à 20h00 | 12 mars 2013 à 20h00 |  |  | 27 mars 2013 à 20h00 | 27 mars 2013 à 20h00 | 27 mars 2013 à 20h00 | 27 mars 2013 à 20h00 |  |  | 5 mai 2013 à 20h30 | 5 mai 2013 à 20h30 | 5 mai 2013 à 20h30 | 5 mai 2013 à 20h30 |
|  | LF2                     | AS Aulnoye-Aymeries        | 60                      | 60                      |     |                    | 12 mars 2013 à 20h00 | 12 mars 2013 à 20h00 | 12 mars 2013 à 20h00 | 12 mars 2013 à 20h00 |  |  | 27 mars 2013 à 20h00 | 27 mars 2013 à 20h00 | 27 mars 2013 à 20h00 | 27 mars 2013 à 20h00 |  |  | 5 mai 2013 à 20h30 | 5 mai 2013 à 20h30 | 5 mai 2013 à 20h30 | 5 mai 2013 à 20h30 |
|  | LF2                     | AS Aulnoye-Aymeries        | 60                      | 60                      |     |                    | 12 mars 2013 à 20h00 | 12 mars 2013 à 20h00 | 12 mars 2013 à 20h00 | 12 mars 2013 à 20h00 |  |  | 27 mars 2013 à 20h00 | 27 mars 2013 à 20h00 | 27 mars 2013 à 20h00 | 27 mars 2013 à 20h00 |  |  | 5 mai 2013 à 20h30 | 5 mai 2013 à 20h30 | 5 mai 2013 à 20h30 | 5 mai 2013 à 20h30 |
|  | LFB                     | Flammes Carolo             | 75                      | 75                      |     |                    | 12 mars 2013 à 20h00 | 12 mars 2013 à 20h00 | 12 mars 2013 à 20h00 | 12 mars 2013 à 20h00 |  |  | 27 mars 2013 à 20h00 | 27 mars 2013 à 20h00 | 27 mars 2013 à 20h00 | 27 mars 2013 à 20h00 |  |  | 5 mai 2013 à 20h30 | 5 mai 2013 à 20h30 | 5 mai 2013 à 20h30 | 5 mai 2013 à 20h30 |
|  | LFB                     | Flammes Carolo             | 75                      | 75                      | LFB | Flammes Carolo     | 69                   | 69                   |                      |                      |  |  | 27 mars 2013 à 20h00 | 27 mars 2013 à 20h00 | 27 mars 2013 à 20h00 | 27 mars 2013 à 20h00 |  |  | 5 mai 2013 à 20h30 | 5 mai 2013 à 20h30 | 5 mai 2013 à 20h30 | 5 mai 2013 à 20h30 |
|  | 15 février 2013 à 20h00 |                            |                         |                         | LFB | Flammes Carolo     | 69                   | 69                   |                      |                      |  |  | 27 mars 2013 à 20h00 | 27 mars 2013 à 20h00 | 27 mars 2013 à 20h00 | 27 mars 2013 à 20h00 |  |  | 5 mai 2013 à 20h30 | 5 mai 2013 à 20h30 | 5 mai 2013 à 20h30 | 5 mai 2013 à 20h30 |
|  |                         |                            | LFB                     | Lattes Montpellier      | 72  | 72                 |                      |                      |                      |                      |  |  | 27 mars 2013 à 20h00 | 27 mars 2013 à 20h00 | 27 mars 2013 à 20h00 | 27 mars 2013 à 20h00 |  |  | 5 mai 2013 à 20h30 | 5 mai 2013 à 20h30 | 5 mai 2013 à 20h30 | 5 mai 2013 à 20h30 |
|  | LFB                     | Pays d'Aix Basket 13       | LFB                     | Lattes Montpellier      | 72  | 72                 | 52                   | 52                   |                      |                      |  |  | 27 mars 2013 à 20h00 | 27 mars 2013 à 20h00 | 27 mars 2013 à 20h00 | 27 mars 2013 à 20h00 |  |  | 5 mai 2013 à 20h30 | 5 mai 2013 à 20h30 | 5 mai 2013 à 20h30 | 5 mai 2013 à 20h30 |
|  | LFB                     | Pays d'Aix Basket 13       | 12 mars 2013 à 20h00    |                         |     |                    | 52                   | 52                   |                      |                      |  |  | 27 mars 2013 à 20h00 | 27 mars 2013 à 20h00 | 27 mars 2013 à 20h00 | 27 mars 2013 à 20h00 |  |  | 5 mai 2013 à 20h30 | 5 mai 2013 à 20h30 | 5 mai 2013 à 20h30 | 5 mai 2013 à 20h30 |
|  | LFB                     | Lattes Montpellier         | 59                      | 59                      |     |                    |                      |                      |                      |                      |  |  | 27 mars 2013 à 20h00 | 27 mars 2013 à 20h00 | 27 mars 2013 à 20h00 | 27 mars 2013 à 20h00 |  |  | 5 mai 2013 à 20h30 | 5 mai 2013 à 20h30 | 5 mai 2013 à 20h30 | 5 mai 2013 à 20h30 |
|  | LFB                     | Lattes Montpellier         | 59                      | 59                      | LFB | Lattes Montpellier | 71                   | 71                   |                      |                      |  |  |                      |                      |                      |                      |  |  | 5 mai 2013 à 20h30 | 5 mai 2013 à 20h30 | 5 mai 2013 à 20h30 | 5 mai 2013 à 20h30 |
|  | 16 février 2013 à 20h00 |                            |                         |                         | LFB | Lattes Montpellier | 71                   | 71                   |                      |                      |  |  |                      |                      |                      |                      |  |  | 5 mai 2013 à 20h30 | 5 mai 2013 à 20h30 | 5 mai 2013 à 20h30 | 5 mai 2013 à 20h30 |
|  |                         |                            | LFB                     | Lyon Basket Féminin     | 63  | 63                 |                      |                      |                      |                      |  |  |                      |                      |                      |                      |  |  | 5 mai 2013 à 20h30 | 5 mai 2013 à 20h30 | 5 mai 2013 à 20h30 | 5 mai 2013 à 20h30 |
|  | LFB                     | ESB Villeneuve-d'Ascq      | LFB                     | Lyon Basket Féminin     | 63  | 63                 | 47                   | 47                   |                      |                      |  |  |                      |                      |                      |                      |  |  | 5 mai 2013 à 20h30 | 5 mai 2013 à 20h30 | 5 mai 2013 à 20h30 | 5 mai 2013 à 20h30 |
|  | LFB                     | ESB Villeneuve-d'Ascq      | 27 mars 2013 à 20h00    |                         |     |                    | 47                   | 47                   |                      |                      |  |  |                      |                      |                      |                      |  |  | 5 mai 2013 à 20h30 | 5 mai 2013 à 20h30 | 5 mai 2013 à 20h30 | 5 mai 2013 à 20h30 |
|  | LFB                     | Tango Bourges              | 54                      | 54                      |     |                    |                      |                      |                      |                      |  |  |                      |                      |                      |                      |  |  | 5 mai 2013 à 20h30 | 5 mai 2013 à 20h30 | 5 mai 2013 à 20h30 | 5 mai 2013 à 20h30 |
|  | LFB                     | Tango Bourges              | 54                      | 54                      | LFB | Tango Bourges      | 69                   | 69                   |                      |                      |  |  |                      |                      |                      |                      |  |  | 5 mai 2013 à 20h30 | 5 mai 2013 à 20h30 | 5 mai 2013 à 20h30 | 5 mai 2013 à 20h30 |
|  | 16 février 2013 à 20h00 |                            |                         |                         | LFB | Tango Bourges      | 69                   | 69                   |                      |                      |  |  |                      |                      |                      |                      |  |  | 5 mai 2013 à 20h30 | 5 mai 2013 à 20h30 | 5 mai 2013 à 20h30 | 5 mai 2013 à 20h30 |
|  |                         |                            | LFB                     | Lyon Basket Féminin     | 74  | 74                 |                      |                      |                      |                      |  |  |                      |                      |                      |                      |  |  | 5 mai 2013 à 20h30 | 5 mai 2013 à 20h30 | 5 mai 2013 à 20h30 | 5 mai 2013 à 20h30 |
|  | LFB                     | Lyon Basket Féminin        | LFB                     | Lyon Basket Féminin     | 74  | 74                 | 55                   | 55                   |                      |                      |  |  |                      |                      |                      |                      |  |  | 5 mai 2013 à 20h30 | 5 mai 2013 à 20h30 | 5 mai 2013 à 20h30 | 5 mai 2013 à 20h30 |
|  | LFB                     | Lyon Basket Féminin        | 12 mars 2013 à 20h00    |                         |     |                    | 55                   | 55                   |                      |                      |  |  |                      |                      |                      |                      |  |  | 5 mai 2013 à 20h30 | 5 mai 2013 à 20h30 | 5 mai 2013 à 20h30 | 5 mai 2013 à 20h30 |
|  | LFB                     | BC Perpignan Méditerranée  | 54                      | 54                      |     |                    |                      |                      |                      |                      |  |  |                      |                      |                      |                      |  |  | 5 mai 2013 à 20h30 | 5 mai 2013 à 20h30 | 5 mai 2013 à 20h30 | 5 mai 2013 à 20h30 |
|  | LFB                     | BC Perpignan Méditerranée  | 54                      | 54                      | LFB | Lattes Montpellier | 67                   | 67                   |                      |                      |  |  |                      |                      |                      |                      |  |  |                    |                    |                    |                    |
|  | 15 février 2013 à 20h00 |                            |                         |                         | LFB | Lattes Montpellier | 67                   | 67                   |                      |                      |  |  |                      |                      |                      |                      |  |  |                    |                    |                    |                    |
|  |                         |                            | LFB                     | Nantes Rezé Basket      | 64  | 64                 |                      |                      |                      |                      |  |  |                      |                      |                      |                      |  |  |                    |                    |                    |                    |
|  | LFB                     | Tarbes Gespe Bigorre       | LFB                     | Nantes Rezé Basket      | 64  | 64                 | 72                   | 72                   |                      |                      |  |  |                      |                      |                      |                      |  |  |                    |                    |                    |                    |
|  | LFB                     | Tarbes Gespe Bigorre       |                         |                         |     |                    |                      | 72                   |                      |                      |  |  |                      |                      |                      |                      |  |  |                    |                    |                    |                    |
|  | LFB                     | Basket Landes              | 81                      | 81                      |     |                    |                      |                      |                      |                      |  |  |                      |                      |                      |                      |  |  |                    |                    |                    |                    |
|  | LFB                     | Basket Landes              | 81                      | 81                      | LFB | Basket Landes      | 45                   | 45                   |                      |                      |  |  |                      |                      |                      |                      |  |  |                    |                    |                    |                    |
|  | 16 février 2013 à 20h00 |                            |                         |                         | LFB | Basket Landes      | 45                   | 45                   |                      |                      |  |  |                      |                      |                      |                      |  |  |                    |                    |                    |                    |
|  |                         |                            | LFB                     | USO Mondeville          | 58  | 58                 |                      |                      |                      |                      |  |  |                      |                      |                      |                      |  |  |                    |                    |                    |                    |
|  | LF2                     | COB Calais                 | LFB                     | USO Mondeville          | 58  | 58                 | 55                   | 55                   |                      |                      |  |  |                      |                      |                      |                      |  |  |                    |                    |                    |                    |
|  | LF2                     | COB Calais                 | 12 mars 2013 à 20h00    |                         |     |                    | 55                   | 55                   |                      |                      |  |  |                      |                      |                      |                      |  |  |                    |                    |                    |                    |
|  | LFB                     | USO Mondeville             | 90                      | 90                      |     |                    |                      |                      |                      |                      |  |  |                      |                      |                      |                      |  |  |                    |                    |                    |                    |
|  | LFB                     | USO Mondeville             | 90                      | 90                      | LFB | USO Mondeville     | 64                   | 64                   |                      |                      |  |  |                      |                      |                      |                      |  |  |                    |                    |                    |                    |
|  | 16 février 2013 à 20h00 |                            |                         |                         | LFB | USO Mondeville     | 64                   | 64                   |                      |                      |  |  |                      |                      |                      |                      |  |  |                    |                    |                    |                    |
|  |                         |                            | LFB                     | Nantes Rezé Basket      | 79  | 79                 |                      |                      |                      |                      |  |  |                      |                      |                      |                      |  |  |                    |                    |                    |                    |
|  | LFB                     | Toulouse Métropole Basket  | LFB                     | Nantes Rezé Basket      | 79  | 79                 | 70                   | 70                   |                      |                      |  |  |                      |                      |                      |                      |  |  |                    |                    |                    |                    |
|  | LFB                     | Toulouse Métropole Basket  |                         |                         |     |                    |                      | 70                   |                      |                      |  |  |                      |                      |                      |                      |  |  |                    |                    |                    |                    |
|  | LFB                     | Nantes Rezé Basket         | 80                      | 80                      |     |                    |                      |                      |                      |                      |  |  |                      |                      |                      |                      |  |  |                    |                    |                    |                    |
|  | LFB                     | Nantes Rezé Basket         | 80                      | 80                      | LFB | Nantes Rezé Basket | 84                   | 84                   |                      |                      |  |  |                      |                      |                      |                      |  |  |                    |                    |                    |                    |
|  | 16 février 2013 à 20h00 |                            |                         |                         | LFB | Nantes Rezé Basket | 84                   | 84                   |                      |                      |  |  |                      |                      |                      |                      |  |  |                    |                    |                    |                    |
|  |                         |                            | LFB                     | Arras Pays d'Artois     | 62  | 62                 |                      |                      |                      |                      |  |  |                      |                      |                      |                      |  |  |                    |                    |                    |                    |
|  | LFB                     | Arras Pays d'Artois        | LFB                     | Arras Pays d'Artois     | 62  | 62                 | 75 a. p.             | 75 a. p.             |                      |                      |  |  |                      |                      |                      |                      |  |  |                    |                    |                    |                    |
|  | LFB                     | Arras Pays d'Artois        |                         |                         |     |                    |                      | 75 a. p.             |                      |                      |  |  |                      |                      |                      |                      |  |  |                    |                    |                    |                    |
|  | LFB                     | Saint-Amand Hainaut Basket | 68                      | 68                      |     |                    |                      |                      |                      |                      |  |  |                      |                      |                      |                      |  |  |                    |                    |                    |                    |
|  | LFB                     | Saint-Amand Hainaut Basket | 68                      | 68                      |     |                    |                      |                      |                      |                      |  |  |                      |                      |                      |                      |  |  |                    |                    |                    |                    |
|  |                         |                            |                         |                         |     |                    |                      |                      |                      |                      |  |  |                      |                      |                      |                      |  |  |                    |                    |                    |                    |

### Finale
| 5 mai 2013 14h00 CEST | Article de presse | Lattes Montpellier (LFB)                                   | 67-64                               | Nantes Rezé Basket (LFB)                               |  | Palais Omnisports de Paris-Bercy, Paris 12e Affluence : 8 000 Arbitres : Carole Delaune, Freddy Vansteene, Bertrand Machabert |
| 5 mai 2013 14h00 CEST | Article de presse | Score par quart-temps : 16-19, 16-7, 21-16, 14-22          |                                     |                                                        |  | Palais Omnisports de Paris-Bercy, Paris 12e Affluence : 8 000 Arbitres : Carole Delaune, Freddy Vansteene, Bertrand Machabert |
| 5 mai 2013 14h00 CEST | Article de presse | Score par mi-temps : 32-26, 35-38                          |                                     |                                                        |  | Palais Omnisports de Paris-Bercy, Paris 12e Affluence : 8 000 Arbitres : Carole Delaune, Freddy Vansteene, Bertrand Machabert |
| 5 mai 2013 14h00 CEST | Article de presse | Gaëlle Skrela, 24 Géraldine Robert, 7 Kristen Mann, 3 ?, ? | Points Rebonds Passes d. Évaluation | Bernadette Ngoyisa, 20 Bernadette Ngoyisa, 9 ?, ? ?, ? |  | Palais Omnisports de Paris-Bercy, Paris 12e Affluence : 8 000 Arbitres : Carole Delaune, Freddy Vansteene, Bertrand Machabert |

### Vainqueur
| Vainqueur de la Coupe de France 2012-2013 Basket Lattes Montpellier Association 2e victoire |